# Fays (Vosges)
Pour les articles homonymes, voir Fays.
Fays ([fɛˈi], en vosgien de la montagne [fɛj]) est une commune française située dans le département des Vosges, en région Grand Est.
Ses habitants sont officiellement appelés les Faysiens depuis une délibération du conseil municipal en février 2008. Traditionnellement, ils sont nommés les Ours, par oppositions aux "Loups" de Laval-sur-Vologne, ce qui explique l'ours sculpté à l'entrée du village.

## Géographie

### Localisation

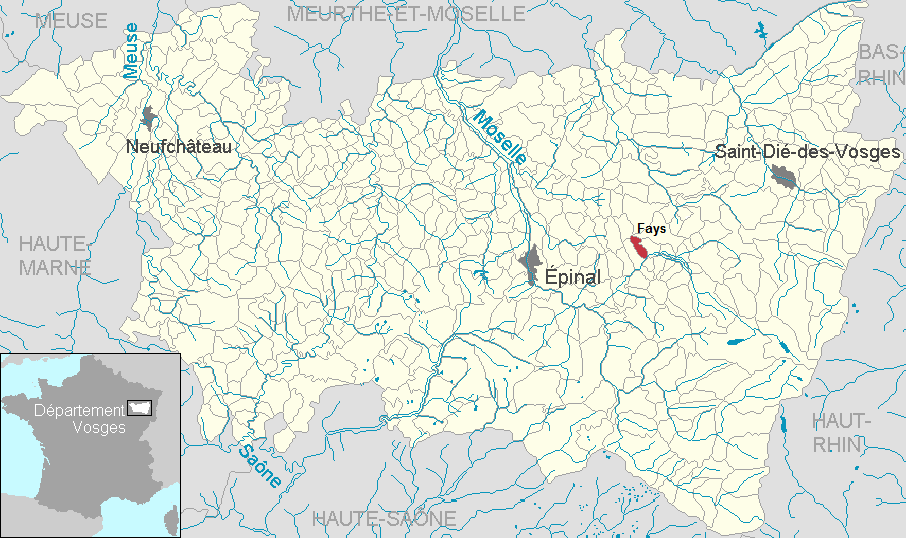
Localisation dans le département.

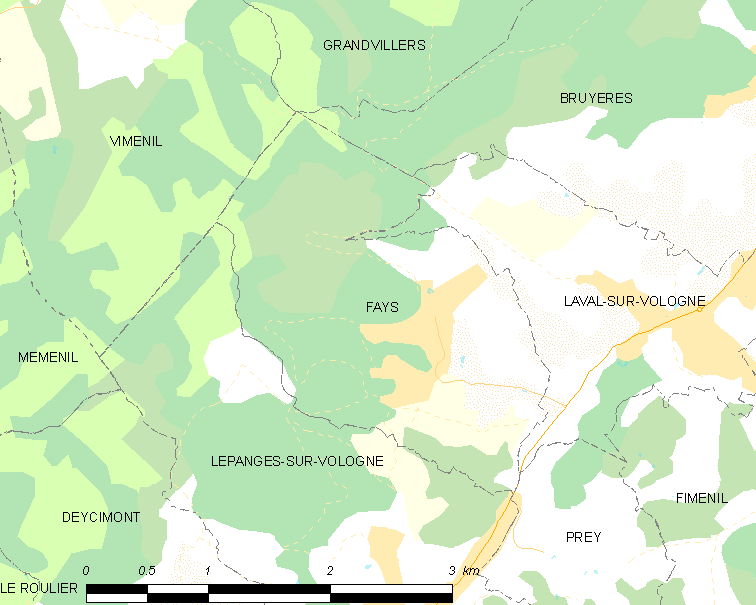
Situation géographique de Fays.

Épinal n'est qu'à 23 km par la départementale 11. Gérardmer est à 28 km, Saint-Dié-des-Vosges à 29 km, Remiremont à 31 km, Nancy à 88 km et Strasbourg à 121 km.

### Géologie, hydrographie et relief
La commune se compose de 45,89 hectares de territoires artificialisés (9,42 %), 144,97 hectares de territoires agricoles (29,77 %) et 296,23 hectares de forêts et milieux semi-naturels (60,83 %).
Espaces naturels :
- Une zone naturelle d'intérêt écologique, faunistique et floristique (Znieff) :

Massif vosgien.
La forêt présente la particularité d'héberger sur le territoire de la commune de Fays des forêts appartenant à des communes voisines.
Situé à proximité de Bruyères, sur le versant droit de la vallée de la Vologne, le village bénéficie de la tranquillité de la montagne vosgienne. La forêt de Faîte borne la commune vers l'ouest et la sépare de la vallée du Durbion.
L'altitude s'établit entre 604 m et 409 m. Le village est surplombé par une colline dont le nom est "la montagne du village", pointe centrale d'un ε flanqué de deux petits cirques marécageux d'où coulent deux ruisseaux se rejoignant avant d'alimenter la Vologne.
Le ruisseau nord, ruisseau du Cul d'Honstot alimente les réserves d'eau douce de la commune. Cette eau est relativement acide du fait de la présence des marécages, des résineux et du grès rose qui forme l'essentiel du sous-sol. Pour cette acidité, elle doit être traitée pour être consommée.

### Faune et flore
La forêt occupe une grande partie du territoire avec un équilibre de résineux (sapins pectinés, épicéas, douglas) et de feuillus (charmes, hêtres, chênes, bouleaux et autres dans les fonds marécageux.

### Hydrographie et les eaux souterraines
Hydrogéologie et climatologie : Système d’information pour la gestion des eaux souterraines du bassin Rhin-Meuse :
Territoire communal : Occupation du sol (Corinne Land Cover); Cours d'eau (BD Carthage),
Géologie : Carte géologique; Coupes géologiques et techniques,
 Hydrogéologie : Masses d'eau souterraine; BD Lisa; Cartes piézométriques.
La commune est située dans le bassin versant du Rhin au sein du bassin Rhin-Meuse. Elle est drainée par le ruisseau du Cul d'Honstat,.

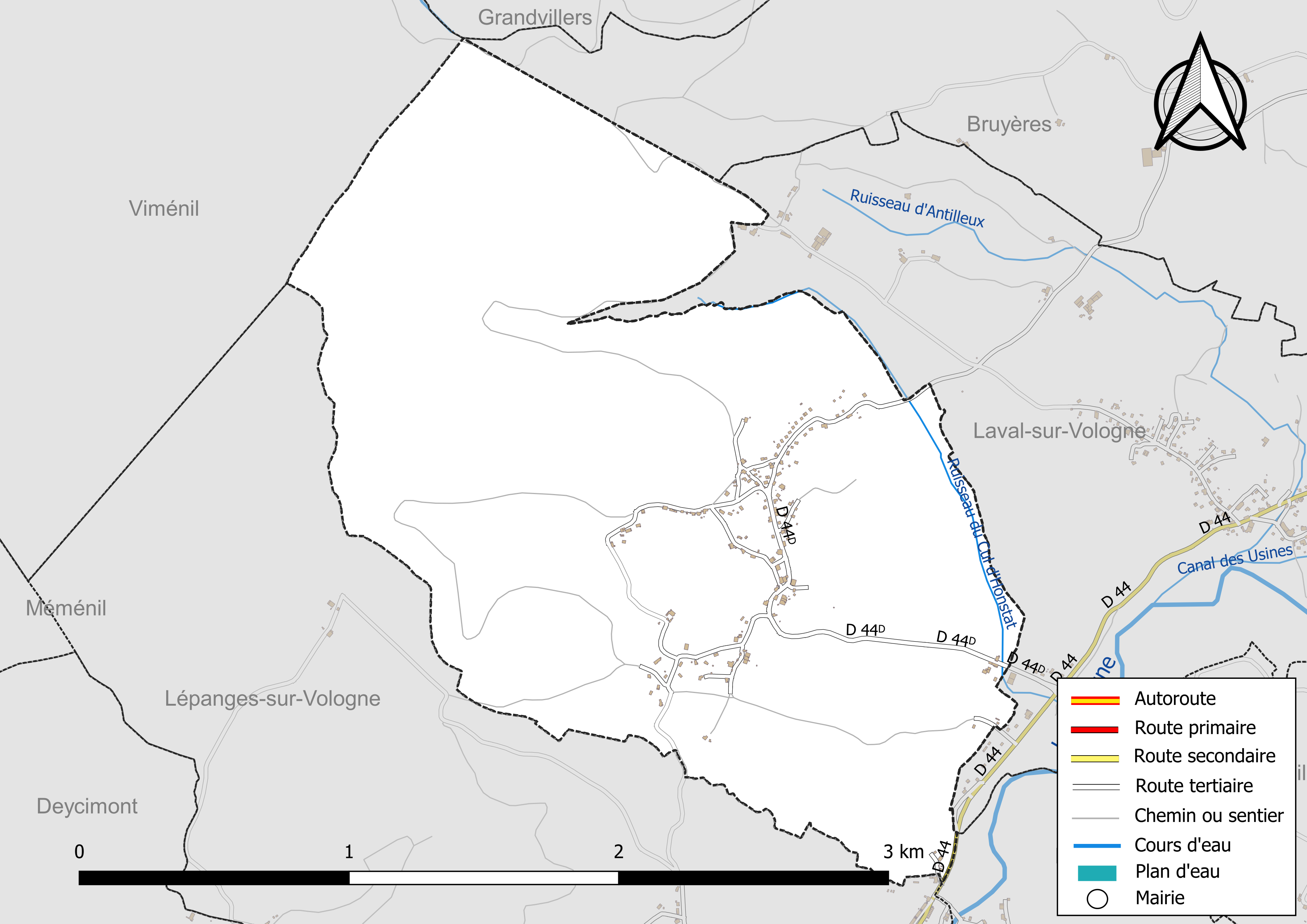
Réseaux hydrographique et routier de Fays.

La qualité des eaux de baignade et des cours d’eau peut être consultée sur un site dédié géré par les agences de l’eau et l’Agence française pour la biodiversité.

### Climat
Pour des articles plus généraux, voir Climat du Grand Est et Climat des Vosges.
En 2010, le climat de la commune est de type climat de montagne, selon une étude du Centre national de la recherche scientifique s'appuyant sur une série de données couvrant la période 1971-2000. En 2020, Météo-France publie une typologie des climats de la France métropolitaine dans laquelle la commune est exposée à un climat semi-continental et est dans la région climatique  Vosges, caractérisée par une pluviométrie très élevée (1 500 à 2 000 mm/an) en toutes saisons et un hiver rude (moins de 1 °C). 
Pour la période 1971-2000, la température annuelle moyenne est de 9,2 °C, avec une amplitude thermique annuelle de 17 °C. Le cumul annuel moyen de précipitations est de 1 219 mm, avec 13,9 jours de précipitations en janvier et 10,8 jours en juillet. Pour la période 1991-2020, la température moyenne annuelle observée sur la station météorologique de Météo-France la plus proche, « Le Roulier_sapc », sur la commune du Roulier à 5 km à vol d'oiseau, est de 10,2 °C et le cumul annuel moyen de précipitations est de 1 000,2 mm. 
La température maximale relevée sur cette station est de 38,1 °C, atteinte le 25 juillet 2019 ; la température minimale est de −18,3 °C, atteinte le 20 décembre 2009,,. 
Les paramètres climatiques de la commune ont été estimés pour le milieu du siècle (2041-2070) selon différents scénarios d'émission de gaz à effet de serre à partir des nouvelles projections climatiques de référence DRIAS-2020. Ils sont consultables sur un site dédié publié par Météo-France en novembre 2022.

## Urbanisme

### Typologie
Au 1er janvier 2024, Fays est catégorisée commune rurale à habitat dispersé, selon la nouvelle grille communale de densité à sept niveaux définie par l'Insee en 2022.
Elle est située hors unité urbaine. Par ailleurs la commune fait partie de l'aire d'attraction d'Épinal, dont elle est une commune de la couronne,. Cette aire, qui regroupe 118 communes, est catégorisée dans les aires de 50 000 à moins de 200 000 habitants,.

### Occupation des sols
L'occupation des sols de la commune, telle qu'elle ressort de la base de données européenne d’occupation biophysique des sols Corine Land Cover (CLC), est marquée par l'importance des forêts et milieux semi-naturels (60,9 % en 2018), une proportion identique à celle de 1990 (60,9 %). La répartition détaillée en 2018 est la suivante : 
forêts (60,9 %), prairies (13,9 %), zones urbanisées (9,4 %), zones agricoles hétérogènes (8,4 %), terres arables (7,4 %). L'évolution de l’occupation des sols de la commune et de ses infrastructures peut être observée sur les différentes représentations cartographiques du territoire : la carte de Cassini (XVIIIe siècle), la carte d'état-major (1820-1866) et les cartes ou photos aériennes de l'IGN pour la période actuelle (1950 à aujourd'hui).

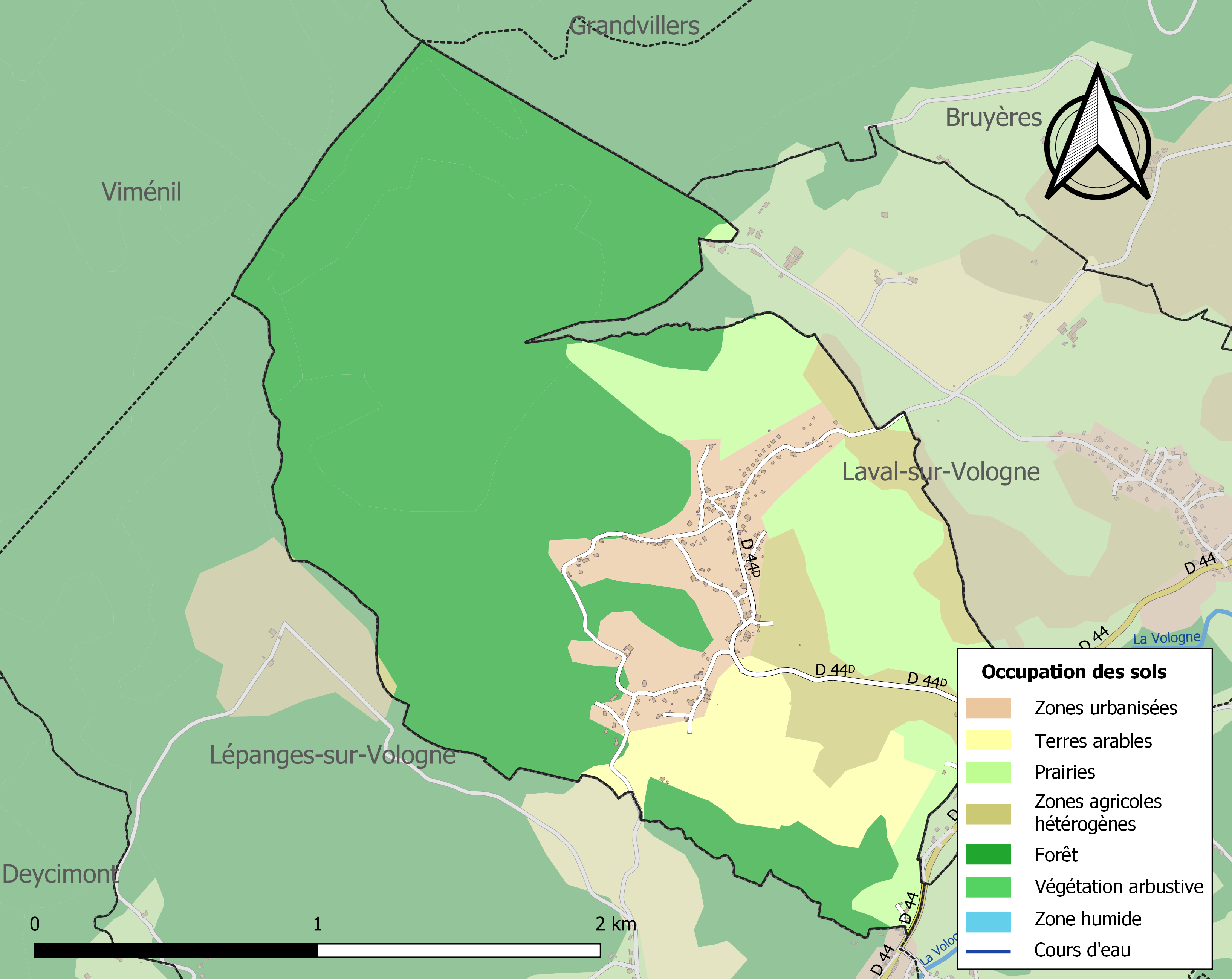
Carte des infrastructures et de l'occupation des sols de la commune en 2018 (CLC).

## Toponymie
Le nom de la localité est attesté sous les formes Fay (1580) ; Fey (XVIIe siècle) ; Fays ou Feys (1753).

L'origine du nom de Fays vient du latin fagea qui signifie hêtraie ou du latin fagetum, lieu planté de hêtres (fagus).

## Histoire
Fays appartenait au bailliage de Bruyères et à la paroisse de Champ-le-Duc, où le chapitre de Remiremont avait droit de patronage. Une relique subsiste : une partie de la forêt appartenant à Champ-le-Duc.
Sans église ni chapelle, Fays dépendait de la paroisse de Lépange jusqu'au rattachement de celle ci à la paroisse de Bruyère. Les archives départementales font malgré tout état d'une fabrique et d'une confrérie du Saint Scapulaire de 1700 à 1770.
D'anciens documents de la mairie ont été versés en 1992 aux archives départementales avec entre autres plusieurs parchemins avec fragments de sceaux, dont certains de 1668 et une carte topographique de 1731.
Un parchemin de 1740 (E Dpt172/DD4) mentionne la reconstruction du moulin.
Se trouvent dans le bas de la commune les vestiges d'une féculerie, potentiellement sur le même site. Elle traitait les pommes de terre des paysans environnants en profitant de l'eau du ruisseau canalisé jusque là. Une roue entrainait divers équipements, dont un lavoir à pales, une râpe ou broyeur, une vis et un ascenseur type noria, via un système d'arbres et de transmissions. Destinée à la production d'amidon, elle avait accessoirement pour débouché les casernes de la région, en particulier celle de Barbazan à Bruyères ainsi que les blanchisserie pour amidonner les vêtements, les uniformes et en particulier les cols de chemise. Épinal était alors centre de régulation de ce marché à l'échelle nationale. Le reste de la production était destiné à la papeterie, l'agroalimentaire, la viticulture et même la savonnerie. En 1870, 300 autres féculeries existaient dans la région. Il ne reste ici que des fondations et des murs. Une féculerie fonctionnelle subsiste juste en face de la vallée à la Neuveville, la féculerie Robert (visites régulières).
Les quelques commerces qui ont pu exister ont disparu, le dernier étant celui de M et Mme Poirot, en haut du Tinturon (dépôt de pain et de gaz, jusque dans les années 1979). Une épicerie se tenait à la croix Liegey qui a fermé dans les années 1950. La maison voisine était un dépôt de charbon puis de fuel. Plusieurs agriculteurs pratiquaient la vente de lait, d'œufs, de miel...
Les carrières ont fini leur activité au début du XXe siècle. Un sentier dans la "montagne du village" permet d'y accéder et de découvrir des mentions laissées par les derniers carriers.
L'école a fermé au tournant du siècle. Maternelle et primaire ont cohabité dans la même salle jusque dans les années 1990.
À droite de la mairie se tient un petit bâtiment où l'on observe le "campanile " et sa cloche, ainsi que l'alambic. L'alambic a fonctionné jusque dans les années 1980, La distillation se faisait à l'actuelle Maison pour tous où les habitants et surtout les agriculteurs amenaient les barriques de jus fermentés (mirabelle principalement).
La forêt a été durablement touchée par les combats qui s'y sont menés (voir Bruyère et sa bataille) et les bois mitraillés y étaient nombreux jusqu'aux années 1990. Ils étaient dirigés vers Centre des bois mitraillés de Bruyères, spécialisé dans le débit de ces bois qui auraient sans traitement été inexploitables.

## Politique et administration

### Découpage territorial
Par arrêté préfectoral du 15 septembre 2023, la commune est retirée le 1er janvier 2024 de l'arrondissement d'Épinal et rattachée à l'arrondissement de Saint-Dié-des-Vosges.

### Liste des maires
| Période                                  | Période      | Identité           | Étiquette | Qualité                                                                 |
| ---------------------------------------- | ------------ | ------------------ | --------- | ----------------------------------------------------------------------- |
| Les données manquantes sont à compléter. |              |                    |           |                                                                         |
| avant 1988                               | 1989         | Fernand Boulangé   |           |                                                                         |
| 1989                                     | 1995         | Roger Boulanger    |           |                                                                         |
| juin 1995                                | février 1999 | Gérard Jacquemin   |           | Décédé en cours de mandat                                               |
| 1999                                     | mars 2007    | Michel Robert      |           | Professeur de mathématiques Décédé en cours de mandat                   |
| 2007                                     | mars 2008    | Michel Poncel      |           | Gendarme retraité                                                       |
| mars 2008                                | mai 2020     | Yves Bastien       |           | Retraité de la fonction publique Président de la Communauté de communes |
| mai 2020                                 | En cours     | Anne-Marie Huertas |           | Infirmière cadre de santé                                               |

### Budget et fiscalité 2023
En 2023, le budget de la commune était constitué ainsi :
- total des produits de fonctionnement : 145 000 €, soit 667 € par habitant ;
- total des charges de fonctionnement : 127 000 €, soit 581 € par habitant ;
- total des ressources d'investissement : 28 000 €, soit 127 € par habitant ;
- total des emplois d'investissement : 13 000 €, soit 58 € par habitant ;
- endettement : 0 €, soit 2 € par habitant.

Avec les taux de fiscalité suivants :
- taxe d'habitation : 19,62 % ;
- taxe foncière sur les propriétés bâties : 37,15 % ;
- taxe foncière sur les propriétés non bâties : 27,32 % ;
- taxe additionnelle à la taxe foncière sur les propriétés non bâties : 0,00 % ;
- cotisation foncière des entreprises : 0,00 %.

Chiffres clés Revenus et pauvreté des ménages en 2021 : médiane en 2021 du revenu disponible, par unité de consommation : 24 460 €.

## Population et société

### Démographie

#### Évolution démographique
L'évolution du nombre d'habitants est connue à travers les recensements de la population effectués dans la commune depuis 1793. Pour les communes de moins de 10 000 habitants, une enquête de recensement portant sur toute la population est réalisée tous les cinq ans, les populations de référence des années intermédiaires étant quant à elles estimées par interpolation ou extrapolation. Pour la commune, le premier recensement exhaustif entrant dans le cadre du nouveau dispositif a été réalisé en 2007.

En 2022, la commune comptait 219 habitants, en évolution de −4,37 % par rapport à 2016 (Vosges : −2,96 %, France hors Mayotte : +2,11 %).
| 1793 | 1800 | 1806 | 1821 | 1831 | 1836 | 1841 | 1846 | 1856 |
| ---- | ---- | ---- | ---- | ---- | ---- | ---- | ---- | ---- |
| 133  | 153  | 160  | 167  | 195  | 229  | 240  | 260  | 284  |

| 1861 | 1866 | 1876 | 1881 | 1886 | 1891 | 1896 | 1901 | 1906 |
| ---- | ---- | ---- | ---- | ---- | ---- | ---- | ---- | ---- |
| 256  | 267  | 276  | 252  | 254  | 256  | 276  | 293  | 276  |

| 1911 | 1921 | 1926 | 1931 | 1936 | 1946 | 1954 | 1962 | 1968 |
| ---- | ---- | ---- | ---- | ---- | ---- | ---- | ---- | ---- |
| 273  | 247  | 224  | 202  | 191  | 223  | 201  | 176  | 165  |

| 1975 | 1982 | 1990 | 1999 | 2006 | 2007 | 2012 | 2017 | 2022 |
| ---- | ---- | ---- | ---- | ---- | ---- | ---- | ---- | ---- |
| 179  | 191  | 236  | 235  | 241  | 242  | 243  | 223  | 219  |

### Enseignement
Établissements d'enseignements :
- Écoles maternelles et primaires à Laval-sur-Vologne, Lépanges-sur-Vologne, Champ-le-Duc, Bruyères, Deycimont.
- Collèges à Bruyères, Éloyes, Le Tholy, Corcieux.
- Lycées à Bruyères, La Baffe, Épinal.

### Santé
Professionnels et établissements de santé :
- Médecins à Bruyères, Grandvillers, Brouvelieures, Laveline-devant-Bruyères, Docelles, Granges-sur-Vologne, Éloyes.
- Pharmacies à Bruyères, Docelles, Granges-sur-Vologne, Éloyes, Deyvillers, Le Tholy, Pouxeux.
- Hôpitaux à Bruyères, Rambervillers, Épinal, Gerbépal, Golbey.

### Cultes
- Culte catholique, Paroisse "Notre-Dame-du-Pays-de-l'Avison" [31], Diocèse de Saint-Dié.

## Culture et festivités
- L'Amicale de Fays anime le village, avec de multiples manifestations[32],[33].
- Marché aux plantes annuel[34].

## Économie
La forêt représente actuellement avec l'agriculture toute l'économie du village. 
Elle est gérée par l'ONF et dépend de la division d'Épinal depuis que celle-ci a absorbé celle de Bruyères au début des années 2000. Dans les faits, le maire actuel, ancien ingénieur divisionnaire de Bruyères qui a donc été responsable de cette forêt il y a plusieurs dizaines d'années, collabore activement à sa gestion : marquage, perspectives, affouage etc. Il a ainsi rétabli cette coutume de l'affouage qui permet tous les ans de mettre des lots de bois à la disposition des habitants du village pour un prix modique par tirage au sort. Les lots sont à abattre et à débarder par le bénéficiaire.

### Entreprises et commerces

#### Agriculture
- En 2018, un bâtiment agricole est le premier à être construit depuis 60 ans.
- Élevage d'ovins et de caprins.
- Élevage d'autres bovins et de buffles.

#### Tourisme
- Le tourisme est présent sous la forme de plusieurs sentiers VTT dont un sur la crête avec quelques belvédères sur les crêtes : 2 proches de la cote 604, avec vue sur la ligne bleue des Vosges, et quelques autres en balcons, très roulants et adaptés à une pratique ludique[35]. Les parties techniques sont celles qui redescendent dans le conglomérat et peuvent être évitées en étudiant les cartes avant le départ. De nombreux autres balcons sont possibles, hors marquage, par exemple le long des limites.

On note aussi le passage de deux sentiers du Club vosgien, le chemin des Ducs, et le chemin de la Paix et de la liberté, la proximité de nombreux autres, ainsi que des chemins balisés par les locaux en particulier pour le VTT mais surtout pour la découverte de la carrière et des traces laissées par les derniers ouvriers (sentiers assez techniques, un autre accès par le chemin d'exploitation est plus facile).
- Hébergements et restauration à Champ-le-Duc, Bruyères, Grandvillers[37].

#### Commerces
- Commerces et services de proximité[38].
- Un garage/casse-auto subsiste, implanté dans les années 1990.

## Culture locale et patrimoine

### Lieux et monuments
La commune a la particularité de n’avoir ni église, ni chapelle, ni cimetière du fait de son histoire et de sa dépendance de Champ-le-Duc et de Laval, qui partageait son église avec Fays : on trouve cependant une cloche qui rythme la vie du village, adossée à la Mairie-école.
- La commune comportait aussi quelques croix en grès rose, en danger voire écroulées.

La plus connue est la croix de Faîte de 1686 qui donne son nom au col,.
Croix la Forfoleuse, de 1859 au lieu-dit Champs de la Croix.
- Projet de columbarium et de jardin du souvenir[42].

Pas d'autres monuments chrétiens sur la commune.
- Orgue de salon de Gaston Litaize. L'instrument se trouve aujourd’hui au conservatoire de musique des Vosges à Épinal, dans la salle portant son nom.
- Monuments commémoratifs[43],[44],[45].
- Le grès et les porches des traditionnelles maisons vosgiennes avec leurs niches votives sont bien représentés et donnent son principal attrait au village[46].

#### Patrimoine naturel
- Différents arbres remarquables (Chêne rouvre ou Chêne sessile (Quercus petraea) ont été répertoriés en forêt et dans les champs et figurent sur des guides locaux[47].

La forêt tour à tour résineuse ou feuillue, en taillis ou en futaie offre une variété qui la rend agréable.

### Personnalités liées à la commune
- Gaston Litaize (1901-1991), organiste, a terminé ses jours dans la commune[48].

### Héraldique, logotype et devise
Commune sans blason.

## Pour approfondir